# Prozesszinsen
Eine Geldschuld hat der Schuldner gemäß § 291 BGB von dem Eintritt der Rechtshängigkeit (Zeitpunkt der Zustellung der Klage beim Beklagten im Zivilprozess, § 261 ZPO) an zu verzinsen, auch wenn er nicht im Verzug ist. Prozesszinsen sind also keine Verzugszinsen.
Die Höhe der Verzugszinsen ist in § 288 BGB geregelt. Dort heißt es: „Der Verzugszinssatz beträgt für das Jahr fünf Prozentpunkte über dem Basiszinssatz“. Ist ein Verbraucher nicht beteiligt, "beträgt der Zinssatz für Entgeltforderungen neun Prozentpunkte über dem Basiszinssatz" (§ 288 Abs. 2 BGB). Bei einem Basiszinssatz nach § 247 von beispielsweise 3 % p. a. ergeben sich (wenn ein Verbraucher beteiligt ist) so Verzugszinsen von 8 % p. a.